# 김태민 (축구인)
김태민(한국 한자: 金泰敏, 1982년 5월 25일 ~ ) 대한민국의 전 축구 선수이자 현 지도자로 현재 수원 FC의 수석 코치이다.

## 축구인 경력

### 선수 경력
2001년 부산 아이파크에 입단하였으나 주전 경쟁에 밀려 2시즌 동안 데뷔전을 치르지 못하다 2003 시즌 주전으로 도약하여 리그 35경기에 출전하였다.
2008년 제주 유나이티드로 이적하였으며 시즌 말 군 복무를 위해 상무에 지원하여 2시즌 간 광주 상무에서 활약하였다.
2012년 강원 FC로 이적하였다.
2013년 중국 리그1 충칭 FC로 이적하였다
2014년 태국 타이리그1 폴리스 유나이티드로 이적하였다
2015년 1월부터 홍콩 프리미어리그 팀 킷치로 이적하였다
2017년 1월부터 김희태 축구센터 수석 코치
2019년 베트남 V리그 호찌민 시티 수석 코치
2020년~현재 베트남 V리그 호앙아인 잘라이 수석 코치